# Триртутьевропий
Триртутьевропий — бинарное неорганическое соединение
европия и ртути
с формулой EuHg3,
кристаллы.

## Получение
- Сплавление стехиометрических количеств чистых веществ:

{\displaystyle {\mathsf {Eu+3Hg\ {\xrightarrow {T}}\ EuHg_{3}}}}

## Физические свойства
Триртутьевропий образует кристаллы
гексагональной сингонии,
пространственная группа P 63/mmc,
параметры ячейки a = 0,6794 нм, c = 0,5074 нм, Z = 2,
структура типа кадмийтримагния Mg3Cd
.